# Vibez (Zayn)
Vibez è un singolo del cantante britannico Zayn, pubblicato l'8 gennaio 2021 come secondo estratto dal terzo album in studio Nobody Is Listening.

## Video musicale
Il video musicale, reso disponibile in concomitanza con l'uscita del brano, è stato diretto da Ben Mor e prodotto da London Alley.

## Tracce
Testi e musiche di Zayn Malik, Mike "Scribz" Riley, Rogét Chahayed, Nija Charles e Darnell Donohue.
1. Vibez – 2:43

## Formazione
- Zayn – voce
- Scribz Riley – produzione
- Rogét Chahayed – produzione
- Henrique Andrade – ingegneria del suono
- Dale Becker – mastering
- Hector Vega – assistenza al mastering
- Fili Filizzola – assistenza al mastering
- Connor Hedge – assistenza al mastering
- Denis Kosiak – missaggio
- Jon Castelli – missaggio
- Josh Deguzman – assistenza al missaggio

## Classifiche
| Classifica (2021) | Posizione massima |
| ----------------- | ----------------- |
| Canada            | 83                |
| Grecia            | 70                |
| Irlanda           | 31                |
| Lituania          | 48                |
| Portogallo        | 95                |
| Regno Unito       | 50                |
| Singapore         | 25                |
| Stati Uniti       | 120               |